# Liste der Monuments historiques in Mascarville
Die Liste der Monuments historiques in Mascarville führt die Monuments historiques in der französischen Gemeinde Mascarville auf.

## Liste der Bauwerke
| Bezeichnung | Beschreibung                  | Standort | Kennzeichnung | Schutzstatus | Datum | Bild           |
| ----------- | ----------------------------- | -------- | ------------- | ------------ | ----- | -------------- |
| Schloss     | Erbaut im 17./18. Jahrhundert | (Lage)   | PA00094692    | Inscrit      | 1992  |                |
| Windmühle   | Erbaut im 17. Jahrhundert     | (Lage)   | PA00094687    | Inscrit      | 1992  | weitere Bilder |

## Liste der Objekte
| Bezeichnung | Beschreibung          | Standort                        | Kennzeichnung | Schutzstatus | Datum | Bild |
| ----------- | --------------------- | ------------------------------- | ------------- | ------------ | ----- | ---- |
| Glocke      | Bronze, 1774 gegossen | in der Kirche St-Étienne (Lage) | PM31000362    | Classé       | 1944  |      |